# 布氏刺尾魚
布氏刺尾魚（学名：Acanthurus blochii），俗名環尾倒吊、粗皮仔，為輻鰭魚綱鱸形目刺尾魚亞目刺尾魚科的其中一個種，於1835年由法國動物學家Achille Valenciennes首次正式描述，其模式產地為模里西斯。

## 分布
布氏刺尾魚分布於印度太平洋區，包括東非、馬達加斯加、模里西斯、留尼旺、塞席爾群島、馬爾地夫、斯里蘭卡、安達曼海、泰國、馬來西亞、台灣、中國、日本、菲律賓、印尼、越南、新幾內亞、澳洲、羅得豪島、法屬玻里尼西亞、索羅門群島、密克羅尼西亞、斐濟群島、马里亚纳群岛、馬紹爾群島、吐瓦魯、夏威夷群島、吉里巴斯、萬那杜、東加、加拉巴哥群島、美國加利福尼亞州、巴拿馬、厄瓜多等海域。

## 深度
水深0至30公尺。

## 特徵
本魚體呈橢圓形而側扁。體呈褐紫色，體側有20多條藍灰色細縱紋，大部分縱紋起自頭部，延伸至尾鰭基部，眼後具一黃色斑，兩眼間亦有一黃色斑帶。口小，端位，上下頜各具一列扁平齒，齒固定不可動，齒緣具缺刻。尾鰭截形，上下葉突出，尾鰭末緣及突起處的外緣有藍灰色邊，尾鰭、背鰭和臀鰭呈深藍色至黑色，在水下觀察時，整體顏色為黑色，尾柄上有一條較淺的帶紋尾柄兩側各有一平臥於溝中的向前尖棘，易傷人，須注意。背鰭硬棘9枚、背鰭軟條25至27枚、臀鰭硬棘3枚、臀鰭軟條24至25枚。體長可達45公分，壽命可達35年。

## 生態
喜成群沿著礁坡巡游，常在水較混濁處出現，屬雜食性，以吃食動物性浮游生物為主。

## 經濟利用
食用魚，亦可當作觀賞魚。肉質細嫩，可剝皮切片加鹽燒烤之。